# Óvíz
Óvíz (szlovákul: Stará Voda, németül: Altwasser) község Szlovákiában, a Kassai kerület Gölnicbányai járásában.

## Fekvése
Óvíz a Szepesség déli részén, a Gömör–Szepesi-érchegységben, Gölnicbányától 26 km-re délnyugatra, a Gölnic jobb parti mellékágával, az Óvízi-patakkal (szk. Stará voda) való találkozásánál fekszik.

## Története
A 18. században bányász és kohászfaluként keletkezett egy helyi hámor közelében, Szomolnok bányakamarai uradalom területén. Ide tartozott 1787-ben is, amikor 27 háza és 223 lakosa volt. Ekkor majorként említik. 1828-ban „Ó Víz” alakban említik először, ekkor 61 ház és 585 lakos volt a településen. Később hengerlőüzemet hoztak létre, mely rézbádoggal látta el a szomolnoki pénzverdét.
1851-tól a helyi önkormányzatiság szerve saját pecsétet használt. Körirata: „Sigel der Altwasser Gemeinde * 1851”.
Fényes Elek 1851-ben kiadott geográfiai szótárában így ír a településről: „Altvasser, vagy Óviz, puszta, Szepes vgyében, Svedlér fiókja. 604 lakossal, kik az ide való vashámorokban, s olvasztó házakban dolgoznak.”
1858-ban Szomolnokhutához tartozó kohó működött a településen. 1865-ben új kohó kezdett itt üzemelni 32 munkással, közülük 17 gyerek volt. A kohóban főként szegeket gyártottak. A 19. század 70-es éveitől újabb pecsétet használtak, melyben Magyarország címere babérágakkal szegélyezve kapott helyet. Felette keresztbe tett bányászkalapácsok szalaggal átfonva, körirata: „Ó WIZI KOZSÉG”. Ma ezen bányászkalapácsok használatosak a község címerében. 1881-től Szepes vármegye része. A trianoni diktátumig Szepes vármegye Gölnicbányai járásához tartozott.
Később 1960-ig a Kelet-Szlovákiai kerület Iglói járásához tartozott, majd 1960-tól a Kassai kerület Gölnicbányai járásának része.

## Népessége
| Év:            | 1994. | 2004.   | 2014.   | 2024.    |
| -------------- | ----- | ------- | ------- | -------- |
| Emberek száma: | 229   | 240     | 219     | 182      |
| Eltérés:       |       | +4,80 % | -8,75 % | -16,89 % |

| Év:            | 2023. | 2024.   |
| -------------- | ----- | ------- |
| Emberek száma: | 186   | 182     |
| Eltérés:       |       | -2,15 % |

1910-ben 336, többségben német lakosa volt, jelentős szlovák kisebbséggel.
2001-ben 233 lakosából 232 szlovák volt.
2011-ben 224 lakosából 222 szlovák.